# The Song Remains Not the Same
The Song Remains Not the Same es un álbum de estudio de la agrupación estadounidense Black Label Society, publicado el 10 de mayo de 2011. Contiene material nuevo y algunas versiones acústicas de canciones del álbum Order Of The Black. The Song Remains Not the Same alcanzó la posición No. 41 en la lista Billboard 200.

## Lista de canciones
Todas escritas por Zakk Wylde, excepto donde se indique.

Todas las canciones escritas y compuestas por Zakk Wylde except where noted. 
| N.º | Título                                                    | Escritor(es)                                        | Duración |  |
| 1.  | «Overlord»                                                |                                                     | 5:06     |  |
| 2.  | «Parade of the Dead»                                      |                                                     | 3:55     |  |
| 3.  | «Riders of the Damned»                                    |                                                     | 3:46     |  |
| 4.  | «Darkest Days»                                            |                                                     | 4:05     |  |
| 5.  | «Junior's Eyes» (cover de Black Sabbath)                  | Geezer Butler, Tony Iommi, Ozzy Osbourne, Bill Ward | 5:26     |  |
| 6.  | «Helpless» (cover de Crosby, Stills, Nash & Young)        | Neil Young                                          | 4:36     |  |
| 7.  | «Bridge over Troubled Water» (cover de Simon & Garfunkel) | Paul Simon                                          | 3:42     |  |
| 8.  | «Can't Find My Way Home» (cover de Blind Faith)           | Steve Winwood                                       | 3:38     |  |
| 9.  | «Darkest Days»                                            |                                                     | 4:04     |  |
| 10. | «The First Noel»                                          |                                                     | 2:54     |  |

## Créditos
- Zakk Wylde – voz, guitarra, piano
- John DeServio – bajo, voz
- Will Hunt – batería
- John Rich – vocalista invitado en la pista No. 9